# Штолцерс, Андрей Янович
Андре́й Я́нович Што́лцерс (латыш. Andrejs Štolcers; 8 июля 1974, Рига) — латвийский футболист, полузащитник. Участник чемпионата Европы 2004. Тренер.

## Биография
Начинал как хоккеист — с 3-х лет встал на коньки и занимался хоккеем. В 8 лет — стал лучшим в своём возрасте хоккеистом в республике. Вместе с ним в одной команде играл Карлис Скрастыньш, известный латвийский хоккеист 90-х.
В 13 лет после разговора с тренером юношеской команды «Даугавы» поменял вид спорта. В «Даугаве» пробыл до 1993 года.
Тренер Александр Райс заметил меня в игре за дворовую команду, ему понравились мои скорость и дриблинг, и он отвёз меня в «Бригантину», которую тренировал Юрий Доценко. Я съездил с «Бригантиной» на всесоюзный турнир «Кожаный мяч» в Киргизию, и в четырнадцать лет мне пришлось выбирать между двумя видами спорта. Я выбрал футбол, но долго была ломка — не хватало хоккея. Если б мой тренер настоял, я бы может быть и не оставил хоккей, но он сказал: «Дело твоё. Хочешь — уходи».
В 1996 году Александр Старков пригласил Штолцерса в «Сконто» (Рига), в составе которого Андрей затем стал двукратным чемпионом Латвии.
После Кубка Содружества 1998 мог перейти в московское «Торпедо», но по результатам медкомиссии клубу не подошёл. Штолцерс воспользовался запасным вариантом и перешёл в «Шахтёр» (Донецк). В составе «Шахтёра» трижды становился серебряным призёром чемпионата Украины, затем провёл полгода в московском «Спартаке», став в его составе чемпионом России.
С декабря 2000 до лета 2004 года был игроком английского «Фулхэма», играл в его составе в Первом дивизионе Футбольной лиги (второй по силе дивизион тогдашнего английского футбола после Премьер-лиги) в победном сезоне 2000/01 (15 игр, 2 гола), а затем и в Премьер-лиге (10 игр). В сезоне 2004/05 играл за «Йовил Таун» во Второй Футбольной лиге Англии (4-й по силе дивизион), в том сезоне клуб победил в том турнире, а Андрей регулярно выходил на поле. Проведя некоторое время в Азербайджане и на родине, Штолцерс вернулся в Англию в начале декабря 2009 года, перейдя в клуб «Бат Сити», выступающий в Южной конференции (6-й по силе дивизион). В начале февраля 2010 года Штолцерс перешёл в клуб «Хейз энд Идинг Юнайтед», выступающий в Национальной конференции (5-м по силе дивизионе Англии). В начале мая того же года покинул клуб.

## Достижения
- Чемпион Латвии: 1996, 1997
- Серебряный призёр чемпионата Украины: 1997/98, 1998/99, 1999/2000
- Чемпион России: 2000
- Чемпион Азербайджана: 2005/06.

## Семья
Андрей Штолцерс вышел из спортивной семьи. Дед, отец и тётя — мастера в парусном спорте. Они выигрывали различные регаты, становились чемпионами СССР. Дед также успешно участвовал в авторалли, завоёвывал различные медали и кубки. Отец в 1997 году стал бронзовым призёром в командных соревнованиях чемпионата Европы в буерном спорте.
Женился в 1997 году, жена Оксана — кандидат в мастера спорта по художественной гимнастике.